# Kurma

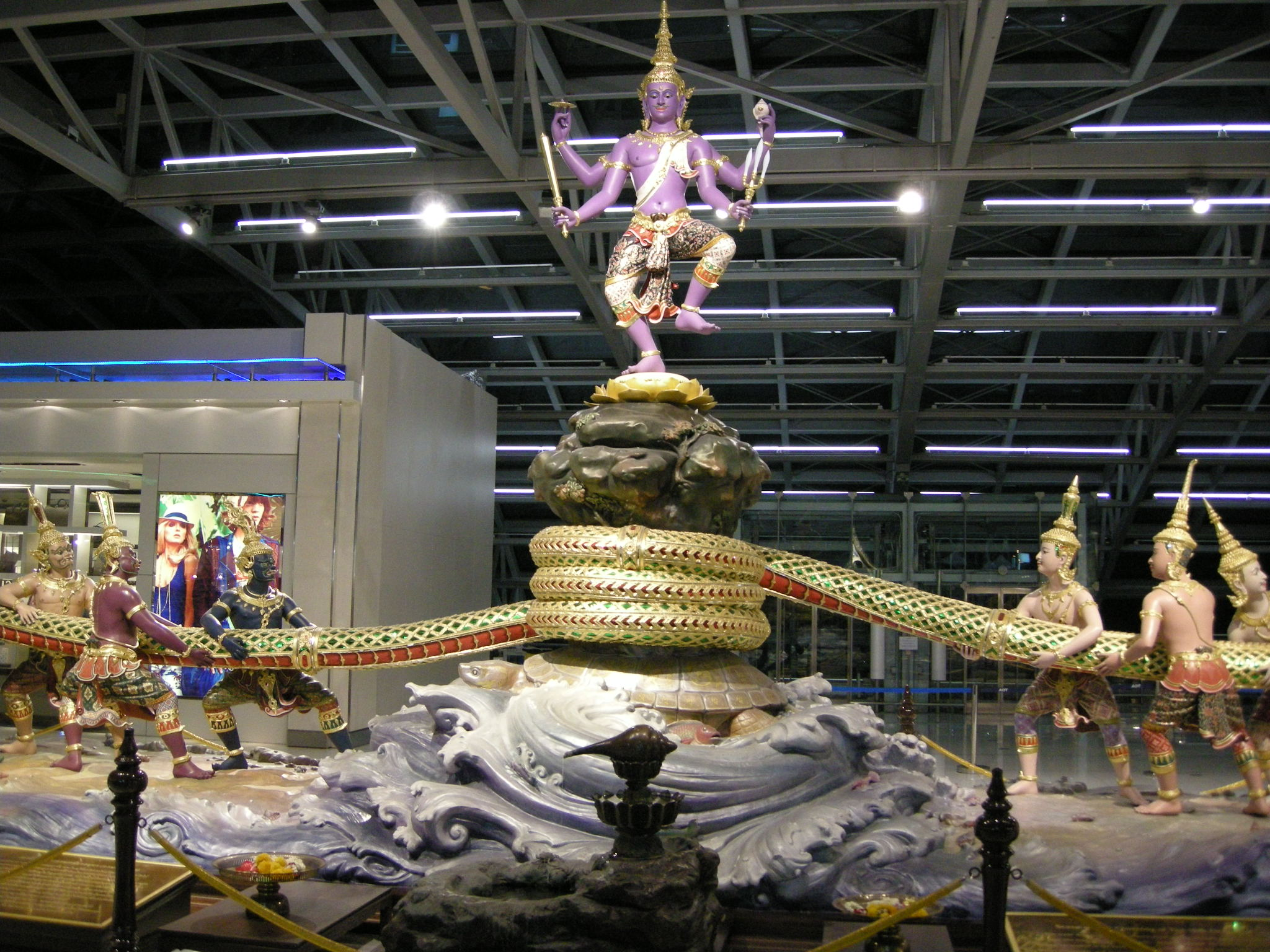
Die Statue auf dem Flughafen Bangkok-Suvarnabhumi zeigt das Quirlen des Milchozeans.

Kurma (Sanskrit Sanskrit कूर्म kūrma, „Schildkröte“) gilt im Hinduismus als zweiter Avatara (Herabkunft, Gestalt) des Gottes Vishnu.
Nach verschiedenen Puranas, den alten Büchern über die Götter, verkörperte sich Vishnu nach seiner Erscheinungsform als Fisch (Matsya) in der Gestalt einer Schildkröte. Auf ihrem Rücken hob Kurma den Weltenberg Mandara (entspricht dem Meru) aus dem Wasser des Milchozeans und rettete ihn so vor dem Untergang. In diesem Mythos hatten Götter (Devas) und Dämonen (Asuras) in jener Zeit ihre Unsterblichkeit verloren. Auf Vishnus Rat hin banden sie die Schlange Vasuki um den Berg und begannen – Götter auf der einen, Dämonen auf der anderen Seite – an der Schlange zu ziehen. In einer Kosmogonie quirlten sie den Urozean, gewannen hierdurch den Unsterblichkeitstrank Amrita und erschufen die Welt.